# Domenico Rossi
Pour les articles homonymes, voir Rossi.
Domenico Rossi (né le 28 décembre 1657 à Morcote, dans le canton du Tessin, en Suisse et mort le 8 mars 1737 à Venise) est un architecte italien de la fin du XVIIe siècle et du début du XVIIIe siècle, actif principalement à Venise.

## Biographie

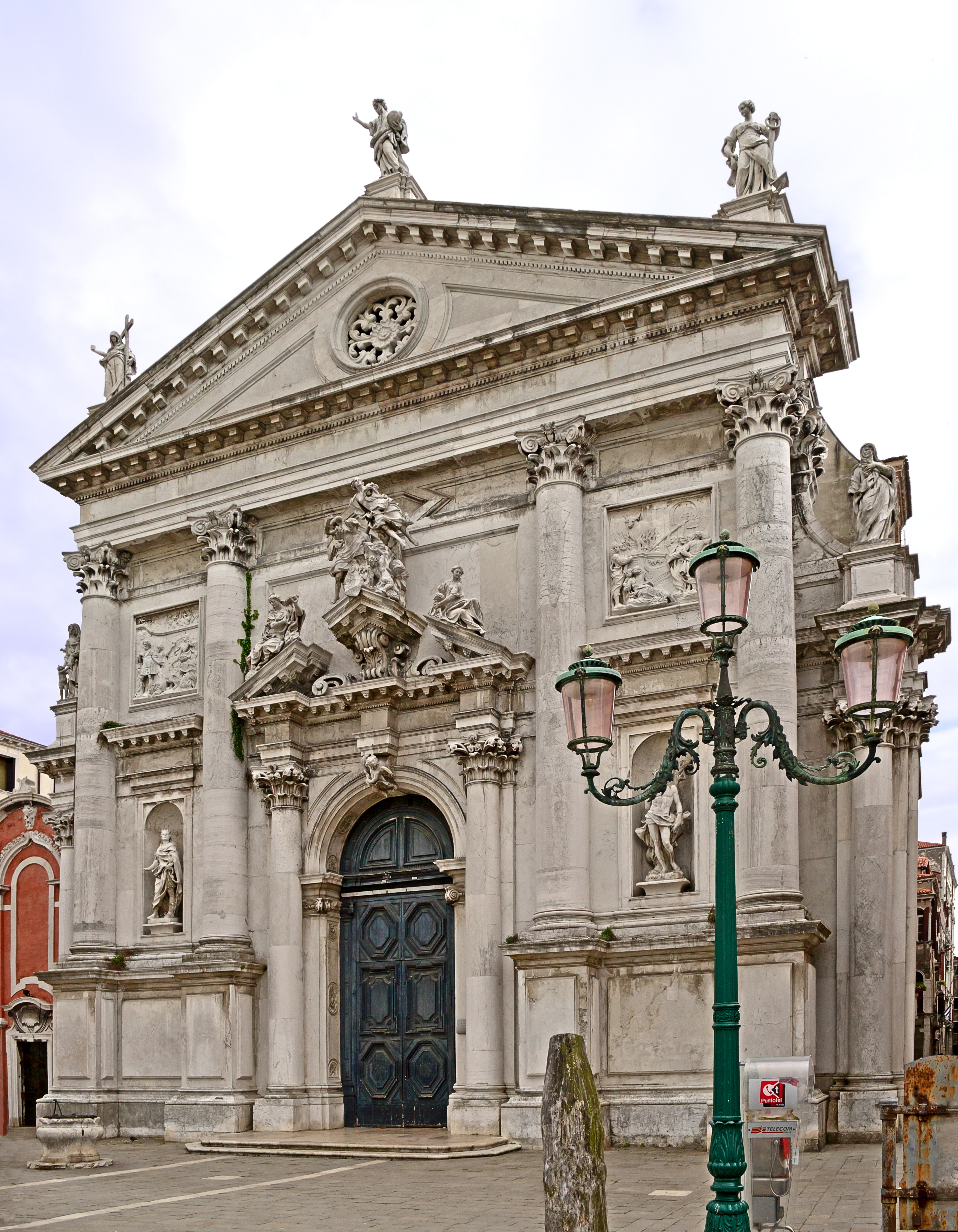
La façade de l'église San Stae dessinée par Domenico Rossi.

Fils de Francesco et Caterina Sardi, Domenico Rossi nait près du lac de Lugano. A l'âge de huit ans, il s'installe à Venise avec ses oncles maternels Francesco, prêtre, et Giuseppe, architecte. Initié par ceux-ci au métier de tailleur de pierre, il acquiert principalement de l'expérience sur les chantiers à la suite d'Alessandro Tremignon dès 1669, et de Baldassare Longhena dès 1674. Il reçoit une éducation de base grâce à un professeur payé par la famille Priuli et apprend également les rudiments du dessin, probablement de son oncle Giuseppe. Il est décrit par Tommaso Temanza comme un homme peu cultivé, mais très habile dans la construction, très attentif au profit et soucieux de tisser des relations qui le présenteraient à d'éventuels clients.
En 1684, il épouse Angiola Cavalieri, qui lui donne six enfants, Iseppo, Francesco, Caterina, Giovanni, Paolo et Benedetta. Eux aussi sont investis dans le domaine de la construction : Francesco est maçon, Paolo architecte (ainsi que son fils Filippo), Benedetta épouse le maître d'œuvre Sante Trognon et Caterina l'architecte Giovanni Scalfarotto, oncle d'un autre architecte, Tommaso Temanza.
En 1701, il réalise la rénovation complète du Palais Dolfin Manin, l'actuel siège vénitien de la Banque d'Italie, et plus tard, en 1709, il est appelé à créer la façade de l'une des principales églises de Venise, l'église San Stae, une des rares à donner directement sur le Grand Canal, qui se caractérise par un mélange de néoclassicisme palladien et de style baroque.
Il supervise la reconstruction de l'église S. Girolamo en 1705 et il remporte le concours pour la façade de l'église S. Stae (S. Eustachio) en 1709.
Il voyage ensuite à Rome en 1710 en compagnie des sculpteurs Pietro Baratta et Giuseppe Torretti et de l'architecte Antonio Scalfarotto. En 1714, il est choisi pour restructurer l'église de Sainte-Marie-Auxiliatrice, dans le monastère des Chevaliers teutoniques, à Ljubljana.
À partir de 1715, il est l'architecte de l'église des Jésuites à Venise, Santa Maria Assunta, dans un style entièrement baroque. La famille des Manin, principaux protecteurs des jésuites, lui demande d'agrandir la Villa Manin à Passariano (Codroipo), près d'Udine. À la même époque, il rénove la cathédrale d'Udine. Il effectue également des interventions dans l'église Santa Maria Formosa (les deux autels des Incurables et de Santa Barbara).
Le chef-d'œuvre de Rossi à Venise est le palais Corner della Regina (Ca' Cornaro della Regina) donnant sur le Grand Canal (1723-1730), exemple du retour à l'ordre classique après les excès du baroque. Ce palais est l'ancien siège des Archives historiques des arts contemporains de la Biennale de Venise, aujourd'hui propriété de la Fondation Prada, et de la église démolie de l'hôpital des incurables de Venise.